# Білостінний Олександр Михайлович
Олекса́ндр Миха́йлович Білостінний (24 лютого 1959, Одеса, — 24 травня 2010, Трір, Німеччина) — український радянський баскетболіст, олімпійський чемпіон, чемпіон світу, триразовий чемпіон Європи. Заслужений майстер спорту СРСР (1981 р.).

## Спортивна кар'єра
Займатися баскетболом почав з дев'яти років (тренер — Валентин Сосін). Вихованець ленінградського спортінтернату. Центровий. Ріст — 214 см. Розмір ноги — 51-й.
На клубному рівні захищав кольори київського «Будівельника» (1976—1979, 1981—1989), московського ЦСКА (1980), іспанської «Сарагоси» (1990) і німецького «Тріра» (1991—1994).
З 1977 року виступав за збірну СРСР. У її складу був учасником двох турнірів на Олімпійських іграх (1980, 1988), грав на чемпіонатах світу та Європи. «Заслужений майстер спорту СРСР» (1988).
На літніх Олімпійських іграх 1992 виступав за Об'єднану команду (4-е місце.)

## Досягнення
- Олімпійський чемпіон (1): 1988
- Бронзовий призер Олімпійських ігор (1): 1980
- Чемпіон світу (1): 1982
- Срібний призер чемпіонату світу (3): 1978, 1986, 1990
- Чемпіон Європи (3): 1979, 1981, 1985
- Срібний призер чемпіонату Європи (1): 1977
- Чемпіон СРСР (2): 1980, 1989
- Срібний призер чемпіонату СРСР (4): 1977, 1979, 1981, 1982
- Бронзовий призер чемпіонату СРСР (3): 1983, 1984, 1988
- Володар кубка Іспанії (1): 1990

## Статистика
Статистика виступів на Олімпійських іграх:
| Команда           | Турнір  | Ігри | Очки | Ср.  |
| ----------------- | ------- | ---- | ---- | ---- |
| СРСР              | ОІ-1980 | 8    | 76   | 9,50 |
| СРСР              | ОІ-1988 | 6    | 6    | 1,00 |
| Об'єднана команда | ОІ-1992 | 7    | 27   | 3,85 |
| Усього            | 3       | 21   | 109  | 5,19 |

## Вшанування пам'яті
У місті Одеса перейменували вулицю Трудових резервів на вулицю Олександра Білостінного.